# 의학
의학(醫學, 영어: medicine)은 인체의 구조와 기능을 조사하여 인체의 보건, 질병이나 상해의 치료 및 예방에 관한 방법과 기술을 연구하는 학문이다. 기초의학, 임상의학, 사회인문의학 등으로 나뉠 수 있다.
현대의학은 진료, 처방, 투약이나 수술과 같은 '임상의학'뿐만 아니라, 해부학이나 병리학, 약리학 등의 '기초의학', 사회적 요인에 의한 건강 장애와, 의료행위나 보건정책이 개인과 사회에 미치는 영향을 다루는 '사회인문의학' 등 다방면의 분야를 아우른다.

## 역사
선사시대부터 질병을 치료하려는 의료행위가 있어왔다. 석기시대에 그린 두개골에 천공을 하는 장면을 담은 벽화는 주술적인 내용이라는 의견이 있으나 선사시대에도 수술과 같은 외과 치료가 있었다는 것을 알게 한다. 고대 이집트에서는 봉합 수술과 같은 전문적인 치료가 이루어지고 있었다.
고대 사회에 이르기까지 질병은 신이 내린 벌이거나 잡귀에 의한 것으로 취급되었다. 기원전 280년 경 고대 그리스에서 편찬된 히포크라테스의 《히포크라테스 전서》와 중국의 춘추·전국 시기에 집대성 된 《황제내경》에 의해 질병을 보다 객관적으로 다루고 치료법을 찾는 합리적인 의학이 출발하였다.
황제내경의 집대성 이후 동양의학은 명나라시기 이시진의 본초강목과 같은 약학의 발달과 함께 독자적인 발전을 계속하여 왔다. 근세에 이르러 조선의 허준에 의해 집대성된 동의보감은 한국뿐만 아니라 중국과 일본에서도 중요한 의학서적으로 취급되었다. 청나라에서는 동의보감이 대량으로 인쇄되기도 하였다. 동양의학은 오늘날에도 중국의 중의학(中醫學), 한국의 한의학(韓醫學)과 같이 의료의 일환으로 이용되고 있다.
중세 유럽에서 의학은 독자적인 영역이라기 보다는 여러 직업군의 부차적인 업무로서 다루어졌다. 외과 치료는 이발사에 의해 이루어지는 경우가 흔했으며 약학과 연금술은 그리 다르지 않은 것으로 여겨졌다.
고대 그리스와 고대 로마의 의학 지식은 이슬람 세계로 전파되어 발전되었다. 중세 이슬람 의학은 갈레노스를 비롯한 고대의 지식을 계승하였을 뿐만 아니라 많은 독자적인 지식과 기술을 축적하였다. 이들은 경험적 방법을 중시한 연구 성과를 바탕으로 과학적인 의학서적을 편찬하는 업적을 남겼다. 중세 이슬람 의학은 르네상스 시기에 유럽으로 전파되어 유럽 의학과 과학의 발전에 큰 영향을 주었다. 12세기 의학의 최고 경지에 있었던 이븐 시나는 유럽에서 조차 의사의 왕이라 불렸다. 이븐 시나의 《의학정전》(القانون في الطب)은 라틴어로 번역되어 유럽에 전파되었으며 17세기까지 각 대학의 의학교재로 사용되었다. 한편, 알 라지이는 고대 그리스의 의학 지식뿐만 아니라 페르시아, 인도, 중국이 의학 성과도 받아들여 새로운 의료체계를 확립했다. 알 라지이는 세계 최초로 홍역과 천연두를 정확하게 구분하였고, 소아과 및 외과, 전염병학 등의 평생 연구 결과를 모아 100권으로 된 《의학집성》을 집필하였다. 그의 저서 역시 라틴어로 번역되어 유럽에 알려졌다.
18세기에 들어 유럽에서는 계몽주의와 자연주의의 영향으로 과학적 방법에 의한 의학 연구가 활발히 진행되기 시작하였다. 각 대학에는 해부학 실험실이 마련되었고 당시 지식인에게 인체에 대한 이해는 필수적인 교양이 되었다. 한편, 현미경의 발명으로 미생물을 직접 관찰하게 되고 병원균을 확인하게 되면서 백신의 접종과 같은 전염병의 예방 기술이 발전하게 되었다. 로베르트 코흐는 탄저균, 결핵균, 콜레라균과 같은 병원균을 발견하였다. 19세기 이전까지 "생물학의 기술"로서 취급되던 의학은 이러한 성과들을 바탕으로 독립된 학문으로서 자리잡아 근대 의학이 성립되었다.
자연과학의 발달로 현대 의학은 많은 과학 분야가 관련된 학제간 연구의 모습을 띠게 되었다. 엑스선 촬영이 진단을 위한 기술로 도입된 이후 CT, MRI와 같은 기술이 도입되었고 분자생물학과 유전학의 발달은 질병의 원인을 밝혀내는데 큰 역할을 하였다. 통계학은 질병의 위험성을 분류하는 기준을 마련하였으며 사회적인 질병관리가 가능하도록 하였다. 현대 의학은 다양한 전문분야로 세분화되어 있다.

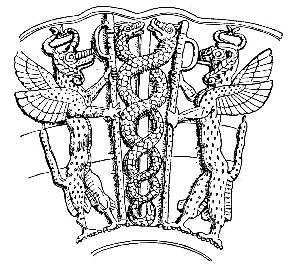
메소포타미아 신화의 닌기쉬지다를 상징하는 문양. 오늘날에도 의학의 상징으로 쓰인다.
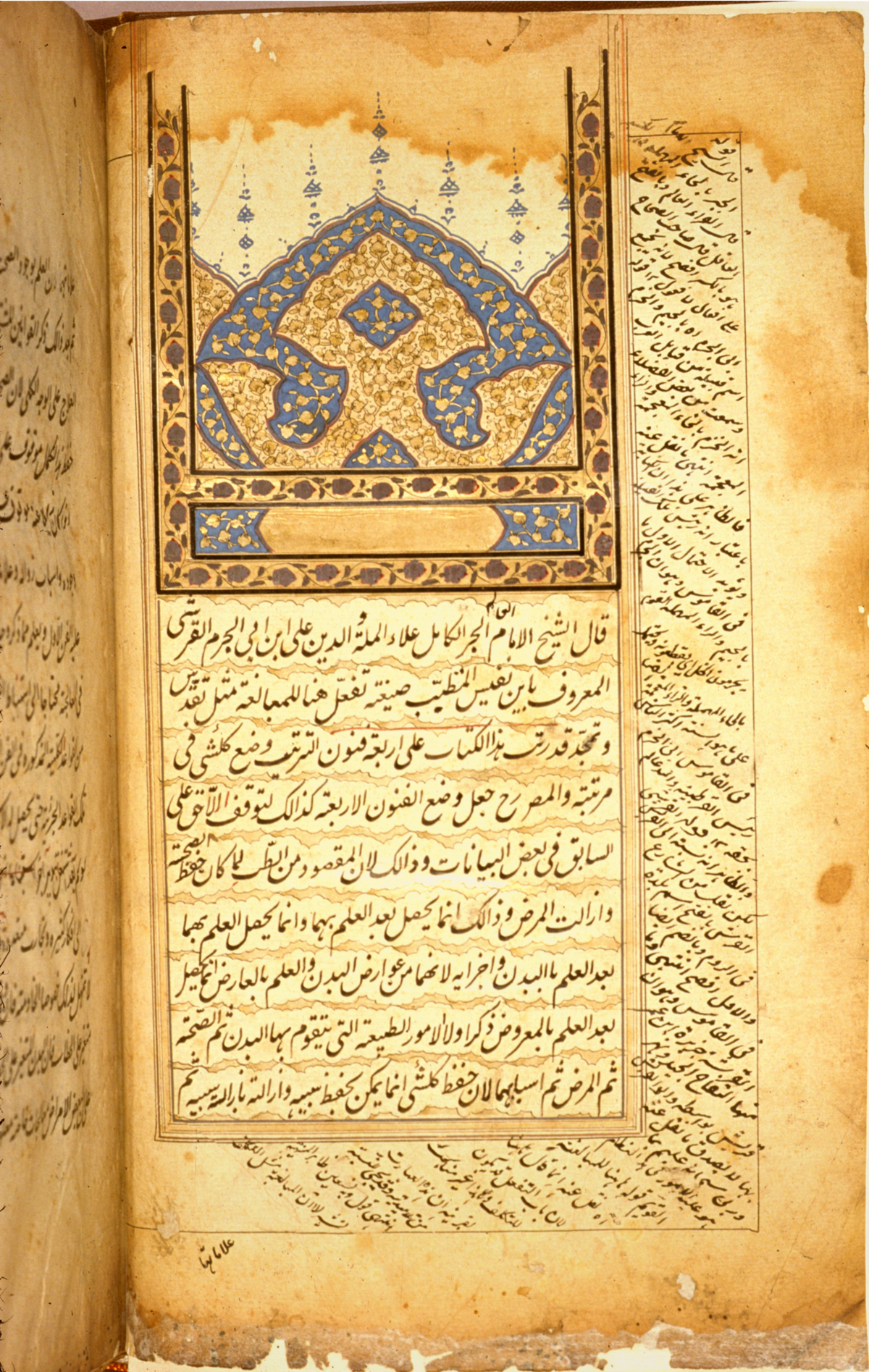
중세 이슬람 의학서
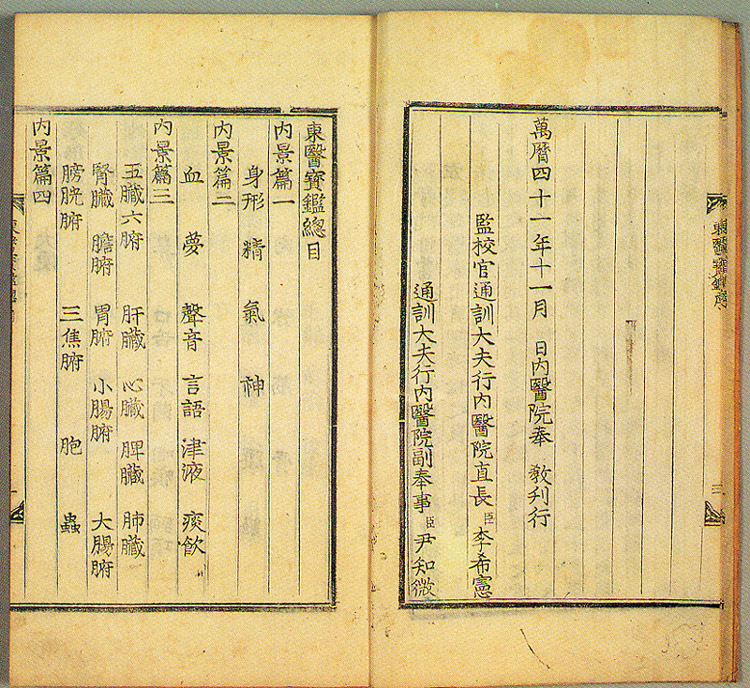
동의보감
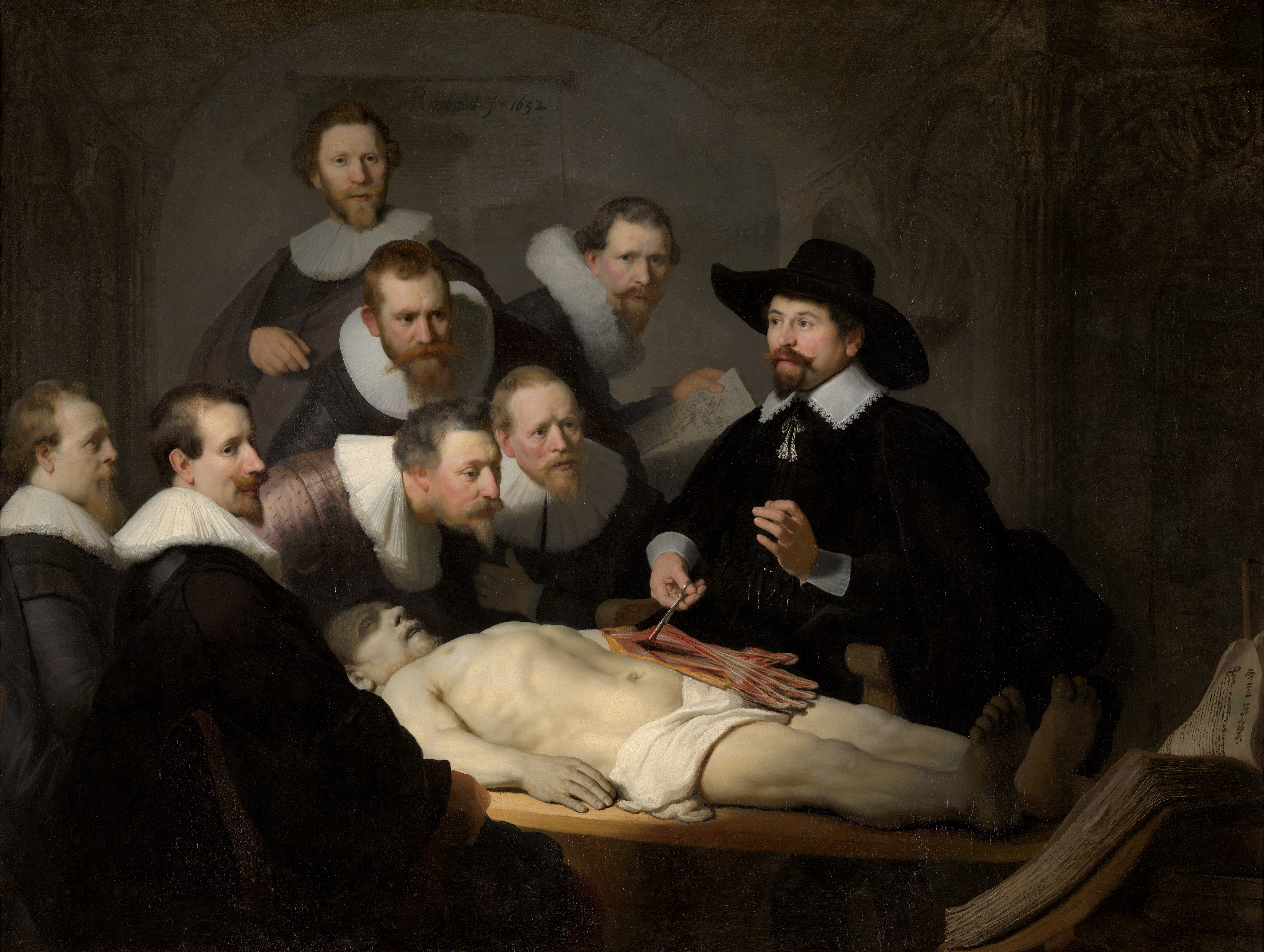
퇼프교수의 해부학 강의, 렘브란트의 작품

## 교육
현재, 의학 연구와 의학고등교육기관으로 의과대학, 의학전문대학원이 있다. 미국, 오스트레일리아, 뉴질랜드, 영국 등의 국가에서는 의과대학 교육과정의 수준을 일정 정도 이상 확보하고자 평가인정제도를 시행하고 있다. 대한민국에서는 한국의학교육평가원에서 의과대학, 의학전문대학원에 대한 평가인증을 시행한다.
비전문가의 의료행위가 자칫 환자의 생명을 위험하게 할 수 있기 때문에 대부분의 나라에서는 국가가 인정하는 의사 자격을 갖춘 사람만이 의료 행위를 할 수 있도록 제한하고 있다. 의과대학을 졸업한 사람은 의사 국가시험에 응시할 수 있고, 의사 자격을 취득하면 일반의의 자격이 주어지며, 인턴•레지던트의 과정을 거쳐 각 분야의 전문의 자격을 얻는다.

## 진단과 치료
현대 의학은 다양한 질병을 진단하기 위한 감별 진단 기술을 갖추고 있다. 그러나, 질병의 진단에서 환자와의 문진은 여전히 가장 중요한 진단 방법이다. 의사는 환자가 호소하는 통증이나 증상을 근거로 가능성이 있는 질병을 추정하며 다양한 진단 기술을 통해 질병을 확정한다. 예를 들어 갑작스럽게 고열이 나고 목이 아프며 콧물이 함께 나타난다고 호소하면 의사는 세균성 감염에 의한 발열을 의심하게 된다.
더욱 정확한 진단을 위해 다양한 진단 기술이 사용된다. 골절이나 체내 이상을 검사하기 위한 기술로는 엑스선 촬영이나 CT, MRI 촬영이 있으며, 전염병의 확진을 위해서는 세균배양과 현미경 검사가 쓰인다. 이 외에도 내시경 검사, 혈액 검사, 유전자 검사와 같은 기술들이 있다.
질병의 치료는 크게 약물에 의한 치료와 외과적인 방법에 의한 치료, 그리고 재활 치료 등으로 나눌 수 있다.

## 연구와 실험
질병의 원인에 대한 분석과 치료법의 개발을 위해 다양한 연구와 실험이 이루어지고 있다. 2000년대 이후에는 암의 발생 원인을 찾기 위한 후성유전학적인 연구와 각종 유전성 질환에 대한 연구가 활발하다. 발생유전학을 비롯한 여러 하위 학문의 학제간 연구인 줄기 세포연구는 다양한 유전성 질환의 치료 방법을 확보할 수 있을 것으로 기대되고 있다. 2010년에 발표된 예일 대학교의 연구 논문에서는 자궁 내막을 이용한 성체 줄기 세포로 파킨슨병을 치료할 수 있을 것이란 전망을 내놓았다.

## 분야
의학은 기초의학과 임상의학, 임상지원의학으로 보통 관례적으로 분류한다. 임상(Bed-side)이란 영어와 한문의 말뜻대로, 환자 옆에서, 병상 옆에서 직접 환자를 진료하는 의학 분야를 말하고, 기초 의학은 임상의학을 배우기 위해 필요한 필수 기본 학문을, 임상지원의학은 임상 의사를 돕는 의학 분야, 즉 영상의학이나 마취과학 등을 말한다. 임상의학은 또 내과계와 외과계로 나눌 수 있다. 내과계는 주로 약물 치료를 하는 질병을 다루는 의학 분야를 말하고, 외과계는 주로 수술 치료를 하는 의학 분야를 말한다.
관련 학문으로는 생물학, 화학, 생화학, 심리학, 물리학, 간호학, 약학, 사회학 등을 꼽을 수 있다. 한국에서 치의학과 약학은 의학에서 독립된 과로 간주되고 있다.
| - 기생충학 - 면역학 - 미생물학 - 병리학 - 생리학 - 생화학 - 약리학 - 예방의학 - 의료정보학 - 의사학 - 해부학 - 법의학 | 분과 내과계 수술보다는 약물 치료를 주로하는 질병 등을 진료하는 과 내과 소아청소년과 정신과 피부과 신경과 재활의학과 가정의학과 류마티스내과 외과계 수술을 주된 치료법으로 하는 과 및 외과에서 분과된 과는 약물 치료를 현대에 이르러 더 많이 해도 외과계로 분류한다. 안과 이비인후과 비뇨의학과 신경외과 정형외과 성형외과 외과 산부인과 흉부외과 치과 지원계 영상의학과 핵의학과 마취통증의학과 방사선종양학과 진단검사의학과 병리과 (조직검사학, 병리학을 연구) 복합적인 과들 응급의학과 산업의학과 는 직업환경의학과 로 과 명칭을 바꾸었다. 예방의학과 |

## 상과 메달
- 노벨 생리학·의학상

## 같이 보기
- 의학 유전학
- 의료
- 의사
- 치과의사
- 의학자
- 의학 용어
- 치의학
- 대체의학
  - 기능의학
  - 자연의학(영어판)
  - 전통 의학
  - 한의사
- 수의학
- 공중보건저널(영어판)
- 메디컬 저널 리스트(영어판)
  - 란셋 - 유명 의과학(medical science) 저널
- 과학 석사
- 생활 의학

## 주해
1. ↑  전염병의 위험도에 따라 법정전염병을 지정하여 관리하고 있다.